# Tirumala (Andhra Pradesh)
Tirumala es una ciudad censal situada en el distrito de Chittoor en el estado de Andhra Pradesh (India). Su población es de 7741 habitantes (2011). Se encuentra a 65 km de Chittoor y a 131 km de Chennai. En la ciudad se encuentra el templo de Venkateswara.

## Demografía
Según el censo de 2011 la población de Tirumala era de 7741 habitantes, de los cuales 3970 eran hombres y 3771 eran mujeres. Tirumala tiene una tasa media de alfabetización del 85,72%, superior a la media estatal del 67,02%: la alfabetización masculina es del 91,33%, y la alfabetización femenina del 69,82%.

## Clima
| Parámetros climáticos promedio de Tirumala (1987–2010) | Parámetros climáticos promedio de Tirumala (1987–2010) | Parámetros climáticos promedio de Tirumala (1987–2010) | Parámetros climáticos promedio de Tirumala (1987–2010) | Parámetros climáticos promedio de Tirumala (1987–2010) | Parámetros climáticos promedio de Tirumala (1987–2010) | Parámetros climáticos promedio de Tirumala (1987–2010) | Parámetros climáticos promedio de Tirumala (1987–2010) | Parámetros climáticos promedio de Tirumala (1987–2010) | Parámetros climáticos promedio de Tirumala (1987–2010) | Parámetros climáticos promedio de Tirumala (1987–2010) | Parámetros climáticos promedio de Tirumala (1987–2010) | Parámetros climáticos promedio de Tirumala (1987–2010) | Parámetros climáticos promedio de Tirumala (1987–2010) |
| Mes                                                    | Ene.                                                   | Feb.                                                   | Mar.                                                   | Abr.                                                   | May.                                                   | Jun.                                                   | Jul.                                                   | Ago.                                                   | Sep.                                                   | Oct.                                                   | Nov.                                                   | Dic.                                                   | Anual                                                  |
| ------------------------------------------------------ | ------------------------------------------------------ | ------------------------------------------------------ | ------------------------------------------------------ | ------------------------------------------------------ | ------------------------------------------------------ | ------------------------------------------------------ | ------------------------------------------------------ | ------------------------------------------------------ | ------------------------------------------------------ | ------------------------------------------------------ | ------------------------------------------------------ | ------------------------------------------------------ | ------------------------------------------------------ |
| Temp. máx. abs. (°C)                                   | 31.1                                                   | 33.4                                                   | 35.8                                                   | 37.0                                                   | 37.6                                                   | 36.8                                                   | 34.0                                                   | 34.0                                                   | 35.4                                                   | 30.4                                                   | 29.8                                                   | 27.4                                                   | 37.6                                                   |
| Temp. máx. media (°C)                                  | 23.9                                                   | 27.0                                                   | 30.3                                                   | 32.2                                                   | 33.0                                                   | 30.6                                                   | 28.9                                                   | 27.9                                                   | 28.2                                                   | 26.4                                                   | 24.2                                                   | 22.7                                                   | 27.9                                                   |
| Temp. mín. media (°C)                                  | 14.2                                                   | 15.0                                                   | 17.3                                                   | 20.7                                                   | 22.3                                                   | 21.9                                                   | 21.0                                                   | 20.6                                                   | 20.3                                                   | 19.0                                                   | 17.6                                                   | 15.9                                                   | 18.8                                                   |
| Temp. mín. abs. (°C)                                   | 8.3                                                    | 9.0                                                    | 9.6                                                    | 15.0                                                   | 15.8                                                   | 13.6                                                   | 15.2                                                   | 13.0                                                   | 17.2                                                   | 12.4                                                   | 11.6                                                   | 9.0                                                    | 8.3                                                    |
| Lluvias (mm)                                           | 7.2                                                    | 2.4                                                    | 8.1                                                    | 14.8                                                   | 82.0                                                   | 93.4                                                   | 120.0                                                  | 170.4                                                  | 140.6                                                  | 240.4                                                  | 295.1                                                  | 162.5                                                  | 1336.9                                                 |
| Días de lluvias (≥ 1 mm)                               | 0.5                                                    | 0.2                                                    | 0.8                                                    | 1.2                                                    | 3.5                                                    | 5.4                                                    | 8.3                                                    | 7.7                                                    | 7.8                                                    | 10.4                                                   | 10.8                                                   | 5.5                                                    | 62.1                                                   |
| Humedad relativa (%)                                   | 74                                                     | 63                                                     | 54                                                     | 58                                                     | 58                                                     | 66                                                     | 69                                                     | 70                                                     | 72                                                     | 79                                                     | 84                                                     | 85                                                     | 69                                                     |
| Fuente: India Meteorological Department                |                                                        |                                                        |                                                        |                                                        |                                                        |                                                        |                                                        |                                                        |                                                        |                                                        |                                                        |                                                        |                                                        |